# Kamala Sohonie
Kamala Sohonie (hindi: कमला सोहनी)  (Indore, 18 de juny de 1911 - Nova Delhi, 28 de juny de 1998) va ser una bioquímica índia pionera, que el 1939 es va convertir en la primera dona índia a rebre un doctorat en una disciplina científica. La seva feina a l'Institut Indi de Ciències, de Bangalore, va aplanar el camí perquè les dones fossin acceptades a la institució per primera vegada en la seva història.
Les seves recerques van aprofundir en els efectes de les vitamines i en els valors nutritius dels llegums, l'arròs i els grups d'aliments consumits per alguns dels sectors més pobres de la població índia. Va rebre el premi Rashtrapati per aquesta investigació.

## Formació i estudis
Kamala Sohonie (de soltera Bhagvat) va néixer el 1911 a Indore, Madhya Pradesh, Índia. El seu pare, Narayanarao Bhagvat, així com el seu oncle, Madhavrao Bhagvat, eren químics i exalumnes de l'antic Institut de Ciències Tata (que més tard es va convertir en l'Institut Indi de Ciències) a Bangalore. Kamala Sahonie va seguir la tradició familiar i es va graduar el 1933 amb una llicenciatura en Química (principal) i Física (secundària) de la Universitat de Bombai.
Després Sohonie va sol·licitar una beca de recerca a l'Institut de Ciències de l'Índia, però la seva sol·licitud va ser rebutjada pel llavors director i premi Nobel Chandrasekhara Raman amb l'argument que les dones no eren prou competents per dur a terme una recerca. Kamala Sohonie va respondre al rebuig amb una 'satyagraha' fora de l'oficina de Raman, la qual cosa el va persuadir que calia concedir-li l'admissió, tot i que hi posà tres condicions:
- No se li permetrà ser candidata regular i estarà a prova durant el primer any. També serà coneguda en tot el campus després que tingui èxit en el seu treball.
- Haurà de treballar fins a altes hores de la nit segons les instruccions del seu guia.
- No ha de malmetre l'entorn del laboratori (no ha de ser una 'distracció' per als investigadors masculins).

Encara que aquestes condicions eren humiliants, Kamala Sohonie les va acceptar, convertint-se el 1933 en la primera dona admesa a l'institut. Més tard diria: «Encara que Raman era un gran científic, era molt estret de mires. Mai podré oblidar la forma en què em va tractar només perquè era dona. Fins i tot llavors, Raman no em va admetre com a estudiant regular. Això va ser un gran insult per a mi. Els prejudicis contra les dones eren tan greus en aquella èpocaǃ Què es pot esperar si fins i tot un premi Nobel es comporta d'aquesta manera?» També al cap d'un any, moltes dones van ser admeses a la institució.

## Carrera i recerca
El mentor de Sohonie a l'Institut va ser Sri Srinivasayya. Durant la seva estada, va treballar en proteïnes de la llet, llegums i lleguminoses (un tema que era especialment significatiu en el context indi). La seva dedicació i capacitat de recerca van influir en la decisió de Raman de permetre que les dones ingressessin al I'Institut un any després que ella completés la seva formació amb una distinció en 1936.
Després va ser convidada a la Universitat de Cambridge, al Regne Unit, per treballar amb Derek Richter en el laboratori Frederick G. Hopkins. Va ser alumna del Newnham College, on es va matricular el 1937 i va estudiar Ciències Naturals Biològiques. Després va treballar amb Robin Hill i va estudiar els teixits vegetals. A partir del seu treball amb les patates, va descobrir l'enzim 'Citocrom C', que exerceix un paper essencial en la cadena de transport d'electrons (el procés pel qual es crea energia per als organismes), que es troba en les plantes i en les cèl·lules humanes i animals. La seva tesi sobre el tema es va completar en 14 mesos i tenia 40 pàgines, la qual cosa s'allunya de les tesis doctorals que generalment solen ser molt més llargues.
Després de doctorar-se, Sohonie va tornar a l'Índia el 1939. Com a partidària de Mahatma Gandhi, va voler tornar al seu país i contribuir a la lluita nacionalista. Va ser nomenada professora i directora del Departament de Bioquímica del Lady Hardinge Medical College de Nova Delhi. Posteriorment va treballar al Laboratori de Recerca en Nutrició de Coonoor com a sotsdirectora adjunta, centrant-se en els efectes de les vitamines.
Es va casar amb M. V. Sohonie, un actuari, el 1947 i van anar a viure a Mumbai. Es va incorporar al Royal Institute of Science com a professora en el Departament de Bioquímica i va treballar en els aspectes nutricionals dels llegums. Es creu que el seu eventual nomenament per al lloc de Directora de l'Institut es va retardar quatre anys a causa dels prejudicis de gènere existents en la comunitat científica. Durant aquest període, Kamala Sohonie i els seus estudiants van dur a terme una important recerca sobre tres grups d'aliments que són consumits majoritàriament pels sectors de persones econòmicament desfavorides en l'Índia.
Havia començat a treballar en 'Neera' (saba extreta de la inflorescència de diverses espècies de palmeres) per suggeriment del llavors president de l'Índia, Rajendra Prasad. Hi va trobar quantitats significatives de vitamina A, vitamina C i ferro, i va constatar que la vitamina C pot sobreviure a la concentració de neera convertint-se en jaggery [un edulcorant] i melassa. Aquest descobriment va establir les bases per fer servir aquest sucre de canya i melassa com a suplements dietètics econòmics i accessibles.
La troballa de Sohonie va donar lloc a un ús humanitari posterior, quan la inclusió de Neera com un suplement dietètic en la dieta de nens i adolescents desnodrits i dones embarassades va comportar una millora significativa de la seva salut. Va ser guardonada amb el premi Rashtrapati pel seu treball en aquest tema.

## Mort i llegat
Kamala Sohonie va ser un membre actiu de la Consumer Guidance Society of Índia (CGSI). Va ser elegida presidenta de la CGSI per al període 1982-1983 i també és autora d'articles sobre seguretat del consumidor per a la revista de l'organització anomenada Keemat.
Kamala Sohonie va morir el 1998, poc després de sofrir un col·lapse durant una cerimònia de felicitació organitzada pel Consell Indi de Recerca Mèdica (ICMR) a Nova Delhi.